# Lerato Walaza
Lerato Walaza es una actriz sudafricana, reconocida por su participación en la serie de televisión MTV Shuga.

## Biografía
Walaza asistió a la Universidad Tecnológica de Tshwane, donde se graduó en teatro. Logró prominencia en los medios de su país al interpretar el papel de Zamo en la serie de televisión MTV Shuga, una joven madre soltera que retrata las dificultades de equilibrar la vida con la crianza de un hijo incluso con la ayuda de su madre.
Más adelante apareció en la película Letters of Hope, proyectada en el Festival de Cine de Johannesburgo en 2019 y elegida como la película de apertura del quinto Festival Internacional de Cine de Sudáfrica. Un año después apareció en el seriado MTV Shuga Alone Together, grabado durante el confinamiento generado por la pandemia del COVID 19. En la serie participaron además otras personalidades de los medios como Mohau Cele, Nomalanga Shozi y Jemima Osunde.

## Filmografía destacada
- 2012 - MTV Shuga
- 2018 - Letters of Hope
- 2020 - MTV Shuga Alone Together